# Manuel Lucio Díaz-Marta
Manuel Lucio Díaz-Marta y Pinilla (Toledo, 22 de abril de 1909-Madrid, 6 de diciembre de 1998) fue ingeniero y político socialista español.

## Biografía
Licenciado como ingeniero de Caminos, Canales y Puertos por la Universidad Central de Madrid, amplió estudios en Alemania y Suiza trabajó como ingeniero en la Confederación hidrográfica del Ebro y la del Guadiana durante la Segunda República. Miembro destacado del Partido Socialista Obrero Español (PSOE), al acabar la Guerra Civil en 1939 hubo de exiliarse en México, donde trabajó como ingeniero hasta 1961, en que se incorporó a trabajar para la Organización de Estados Americanos (OEA) y las Naciones Unidas en proyectos de desarrollo hidráulicos y de transporte. En las primeras elecciones democráticas en 1977 tras la dictadura franquista fue elegido diputado al Congreso por la circunscripción electoral de Toledo. Posteriormente fue elegido en la primera y segunda legislatura, senador, también por Toledo. En ambas cámaras destacó por su trabajo en las comisiones de transportes, obras públicas y las relacionadas con el Trasvase Tajo-Segura y especiales sobre problemas de inundaciones. Fue también concejal del Ayuntamiento de Toledo en la corporación 1979-1983. Falleció en Madrid.